# 588 до н. е.

## Події
Вавилоняни спустошили територію Юдейського царства та 15 січня взяли в облогу Єрусалим. 